# Bernard C. Schoenfeld
Pour les articles homonymes, voir Schoenfeld.
Bernard C. Schoenfeld est un dramaturge et un scénariste américain né le 17 août 1907 dans le quartier de Brooklyn à New York (État de New York) et mort le 25 avril 1990 à Guadalajara (Mexique).

## Théâtre
- 1933 : Shooting Star
- 1937 : Hitch Your Wagon

## Filmographie

### Cinéma
- 1944 : Les Mains qui tuent de Robert Siodmak
- 1946 : L'Impasse tragique de Henry Hathaway
- 1950 : Femmes en cage de John Cromwell
- 1952 : Le Paradis des mauvais garçons (Macao), de Josef von Sternberg et Nicholas Ray
- 1954 : L'Assassin parmi eux de Arnold Laven
- 1956 : Demain est un autre jour de Douglas Sirk
- 1958 : The Space Children de Jack Arnold
- 1962 : Lutte sans merci de Philip Leacock
- 1962 : L'Épée enchantée de Bert I. Gordon
- 1966 : Les Cinq de la vendetta d'Aldo Florio

### Télévision
- 1952 : Schlitz Playhouse of Stars
- 1953 : Chevron Theatre
- 1954 : Cavalcade of America
- 1956 : The United States Steel Hour
- 1956 : General Electric Theater
- 1957 : The Walter Winchell File
- 1957 : M Squad
- 1958 : Lawman
- 1960 : Johnny Staccato
- 1956 : Alfred Hitchcock présente
- 1960 : 77 Sunset Strip
- 1959 : Manhunt
- 1961 : Peter Gunn
- 1961 : Shirley Temple's Storybook
- 1961 : Acapulco
- 1963 : Glynis
- 1963 : Combat!
- 1964 : La quatrième dimension
- 1966 : The Road West
- 1966 : The Long, Hot Summer
- 1966 : T.H.E. Cat
- 1968 : The Outsider
- 1970 : The Most Deadly Game
- 1974 : Mannix

## Nominations
- Oscars du cinéma 1951 : Nomination pour l'Oscar du meilleur scénario original (Femmes en cage)